# Leirskogens kyrka
Leirskogens kyrka (norska: Leirskogen kirke) är en kyrkobyggnad i Sør-Aurdals kommun i Innlandet fylke i Norge. Kyrkbyn Leirskogen ligger ungefär tio kilometer öster om kommunens centralort Bagn.

## Kyrkobyggnaden
På 1920-talet togs ett initiativ till att bygga en kyrka i Leirskogen eftersom folk önskade en kortare resväg till kyrkan. Den vita träkyrkan uppfördes år 1924 efter ritningar av arkitekterna Bakken & Grimsgaard från Drammen. Inventarierna utformades av arkitekt Jens Dunker i samarbete med Anders Bugge från Riksantikvaren. Byggmästare var Halvor Meisdalshagen. Invigningen ägde rum den 18 mars 1924. En sakristia byggdes till år 1934. Från början hade byggnaden status som kapell men år 1995 fick den status som kyrka.
I sin nuvarande form består kyrkan av ett långhus med nord-sydlig orientering. Torn med ingång finns i norr medan ett smalare och lägre kor finns i söder. Tornet har utbyggnader mot öster och väster. Söder om koret finns en smalare sakristia.

## Inventarier
- Altartavlan med ram är av ek. Tavlan är målad av Tidemand Gjørud år 1932 och dess motiv är Den gode herden.
- Dopfunten är fyrkantig med brutna hörn.
- Predikstolen, till vänster om öppningen till koret, är rund med kraftig fotpelare.
- Orgeln är tillverkad 1973 av Norsk Orgel- og Harmoniumfabrikk.
- Två kyrkklockor är gjutna av O. Olsen & Søn.